# Јудичвумчор
Јудичвумчор (рус. Юдычвумчорр, на килдинском сами језику „зујући врх”) највиши је планински врх у планинском масиву Хибинских планина у Мурманској области, на северозападу Русије. Лежи на надморској висини од 1.201 метра и налази се у југозападном делу Хибина. Уједно је и највиша тачка европског заполарја Русије. Са југа и југоистока ограничена је дубоким кањоном реке Мале Белаје, а са запада долином Ферсмановог потока.
У неким изворима назива се и Ферсмановом планином, у част на руског геохемичара и минеролога Александра Ферсмана који је етаљније истраживао подручје Хибинских планина.